# Dorothy Hodgkin
Dorothy Mary Crowfoot Hodgkin  (El Cairo, Imperio británico, 12 de mayo de 1910 - Ilmington, Reino Unido, 29 de julio de 1994) fue una química británica que desarrolló cristalografía de proteínas, por lo que obtuvo el Premio Nobel de Química en 1964.
Propuso avances en la técnica de cristalográfica de rayos X, un método utilizado para identificar las estructuras tridimensionales de los cristales. Entre sus descubrimientos más importantes se encuentran la confirmación de la estructura de la penicilina según lo propusieron Edward Abraham y Ernst Boris Chain, así como la estructura de la vitamina B12. Por esto último se convirtió en la tercera mujer en ganar el Premio Nobel de Química.
En 1969, después de 35 años de trabajo, Hodgkin fue capaz de descifrar la estructura de la insulina. La cristalografía de rayos X se convirtió en una herramienta ampliamente utilizada y fue fundamental para más tarde determinar las estructuras de muchas moléculas biológicas cuyo estudio de sus estructuras es necesario para la comprensión de sus funciones. Hodgkin es considerada una pionera en el campo de estudios de biomoléculas mediante técnicas de cristalografía de rayos X.

## Trayectoria educativa
Nacida en El Cairo, su infancia y vida familiar estuvo signada por el estallido y transcurso de la Primera Guerra Mundial.
En 1921, Crowfoot ingresó a la Escuela Primaria Sir John Leman en Beccles, siendo una de las dos niñas a quienes se les permitió estudiar química.
A los 18 años comenzó a estudiar Química en el Somerville College en Oxford. En 1932, Dorothy se recibió con honores de primera clase. Fue la tercera mujer en alcanzar esta distinción.

Estructura molecular de la vitamina B_{12}, establecida por Dorothy Crowfoot Hodgkin

Investigando para su Doctorado en el Newnham College en Cambridge, Crowfoot se dio cuenta del potencial que tenía la cristalografía de rayos X para determinar estructuras de proteínas. De esta forma, trabajó en la primera aplicación de esta técnica en el análisis de la sustancia biológica pepsina. Su doctorado le fue otorgado en 1937 por su trabajo de investigación en la cristalografía de rayos X y la química de esteroles.

## Carrera profesional e investigación
En 1933, Dorothy recibió una beca de investigación por parte del Somerville College, y en 1934 regresó a Oxford. En 1936 la universidad la nombró su primera investigadora y tutora en química, cargo que ocupó hasta 1977. En la década de 1940, una de sus alumnas fue Margaret Roberts, quien sería la futura primera ministra Margaret Thatcher. Ella colocó un retrato de Dorothy Hodgkin en la calle Downing Street en Londres, durante la década de 1980, aun cuando Hodgkin apoyaba al partido laborista.
Junto con Sydney Brenner, Jack Dunitz, Leslie Orgel y Beryl M. Oughton, Dorothy fue una de las primeras personas que en abril de 1953 viajaron de Oxford a Cambridge para ver el modelo de doble hélice de la estructura del ADN, construida por Francis Crick y James Watson, basados en datos y técnicas desarrolladas por Maurice Wilkins y Rosalind Franklin. Según la Dra. Beryl Oughton (posteriormente Rimmer), todos viajaron juntos en dos automóviles para ver el modelo de la estructura del ADN, después de que Dorothy anunciara que se encontraba en Cambridge.
En 1960, Dorothy fue nombrada Profesora de Investigación de la Royal Society en Wolfson, cargo que ocupó hasta 1970. Esto le proporcionó un salario, gastos de investigación y asistencia de investigación para continuar su trabajo en la Universidad de Oxford. Fue investigadora del Wolfson College de Oxford de 1977 a 1983.

### Descubrimientos

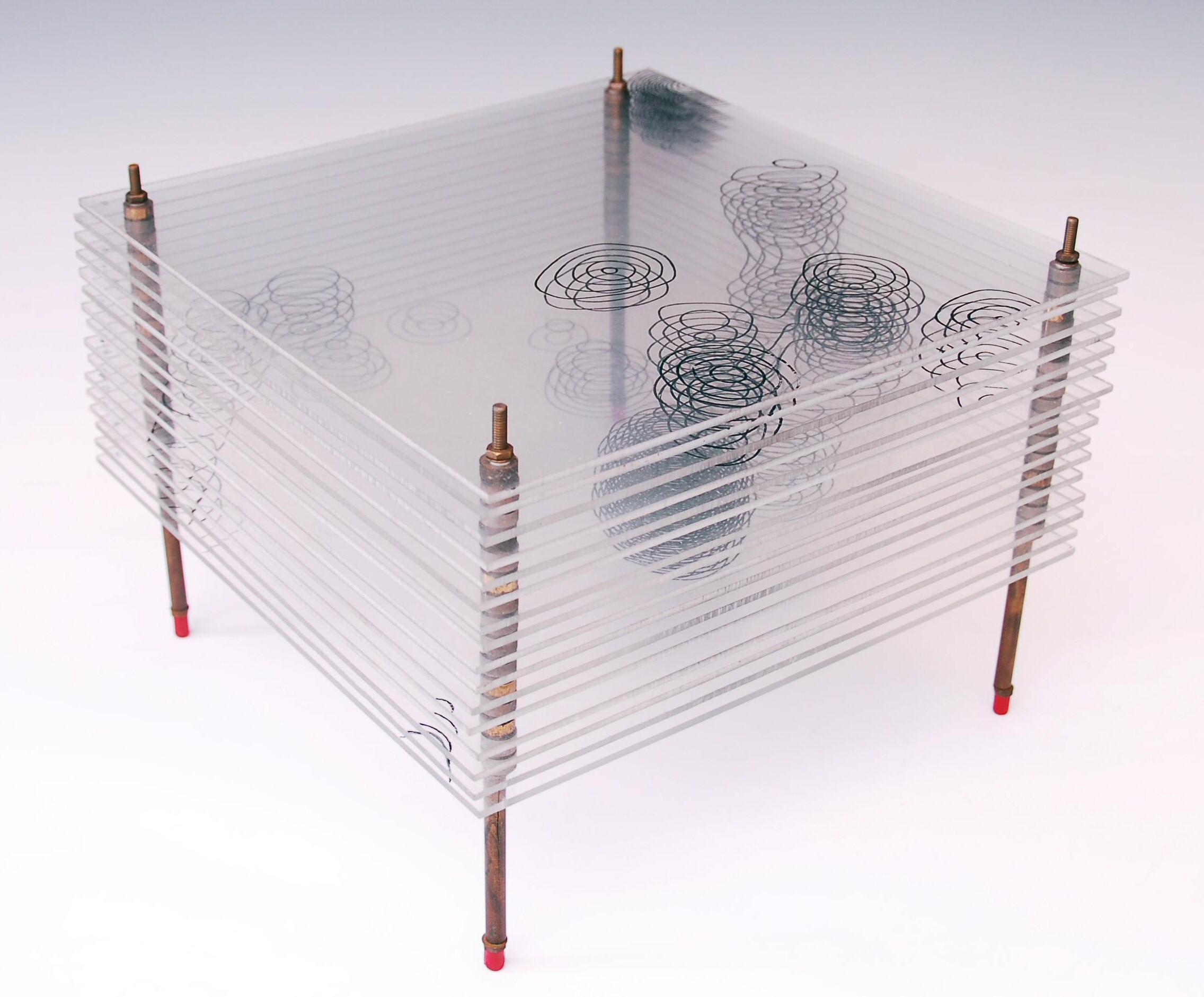
Modelo de la estructura de la penicilina, por Dorothy Crowfoot Hodgkin, Oxford, c. 1945

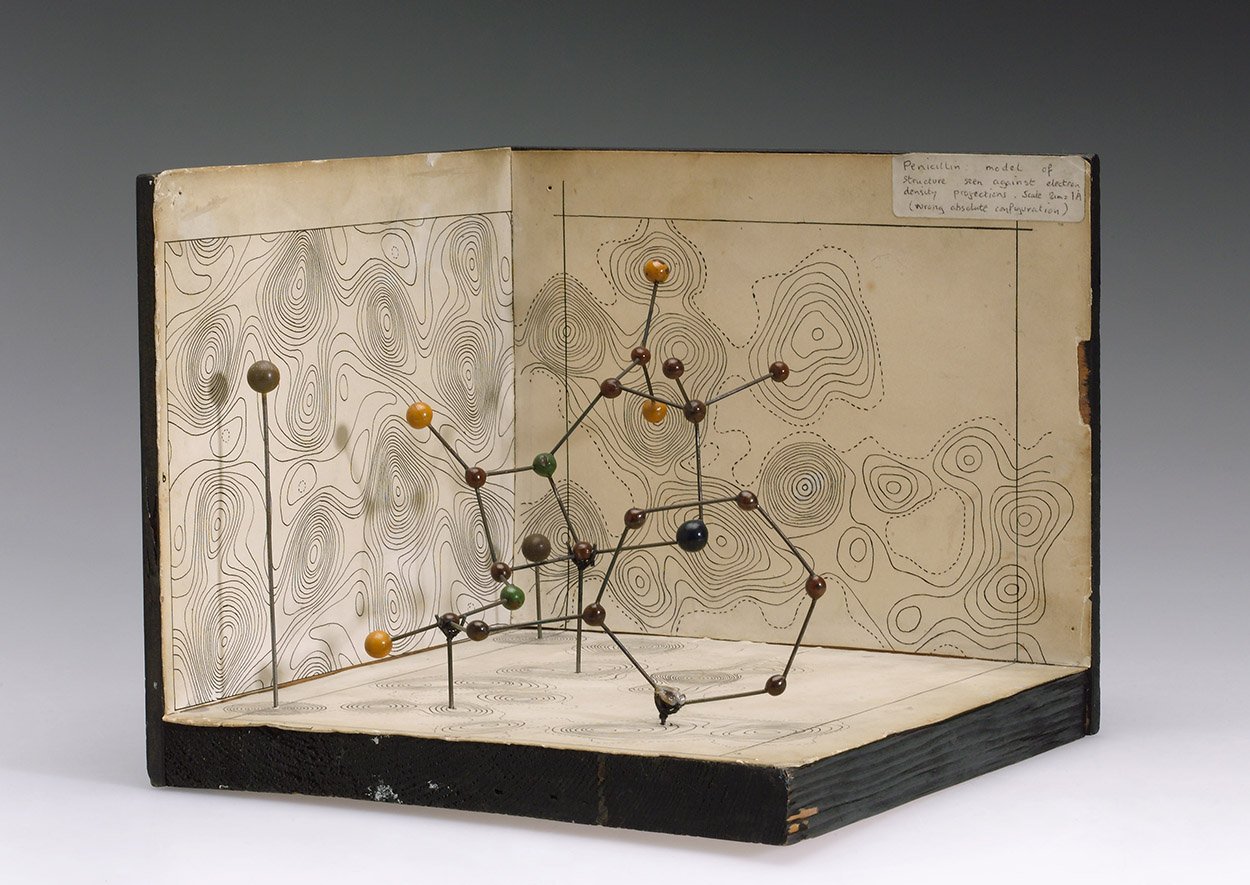
Modelo moleular de la penicilina por Dorothy Crowfoot Hodgkin, c. 1945

Dorothy fue particularmente reconocida por descubrir diferentes estructuras biomoleculares tridimensionales. En 1945, junto con C. H. Carlisle, publicaron la primera estructura de este tipo, la cual era de un esteroide: el yoduro de colesterilo. Ella había trabajado con colesterol desde los días de sus estudios de doctorado. En 1945, ella y sus colegas descubrieron la estructura de la penicilina, demostrando (en contraste con la opinión científica de esa época) que contiene un anillo de β-lactama. Su trabajo en el tema no fue publicado hasta 1949.
En 1948, Dorothy se topó por primera vez con la vitamina B12 y creó nuevos cristales. La vitamina B12 había sido descubierta por Merck a principios de ese año. Su estructura en ese momento era casi completamente desconocida, y cuando Dorothy descubrió que contenía cobalto, se dio cuenta de que su estructura podría determinarse mediante análisis de cristalografía con rayos X. El tamaño tan grande de la molécula, y el hecho de se desconocía información sobre los átomos, aparte del cobalto, plantearon un desafío en el análisis estructural que no había sido explorado por nadie previamente. A partir de los cristales de la vitamina ella dedujo la presencia de una estructura de anillo, pues los cristales eran pleocroicos. Este fue un hallazgo que puedo confirmar usando cristalografía con rayos X. El estudio de B12 publicado por Hodgkin fue descrito por Lawrence Bragg tan significativo "como romper la barrera del sonido". Los científicos de Merck habían previamente cristalizado B12, pero habían publicado solo índices de refracción de la sustancia. La estructura final de B12, por la cual Dorothy recibió el Premio Nobel, fue publicada en 1955.

### Estructura de la insulina
La insulina fue uno de los proyectos de investigación más extraordinarios de Dorothy. Comenzó en 1934 cuando Robert Robinson le dio una pequeña muestra de insulina cristalina. La hormona capturó su imaginación debido al minucioso y amplio efecto que tiene en el cuerpo. Sin embargo, en esta etapa la cristalografía de rayos X no se había desarrollado lo suficiente como para enfrentar la complejidad de la molécula de insulina. Ella y muchos otros pasaron muchos años mejorando la técnica. Moléculas más grandes y más complejas se estudiaron hasta que en 1969 (35 años más tarde) la estructura de la insulina finalmente se descubrió. No obstante, su búsqueda no terminó ahí. Ella trabajó en conjunto con otros laboratorios activos en la investigación de la insulina, dio consejos y viajó por el mundo dando charlas sobre la insulina y su importancia para la diabetes.

## Vida pública y personal

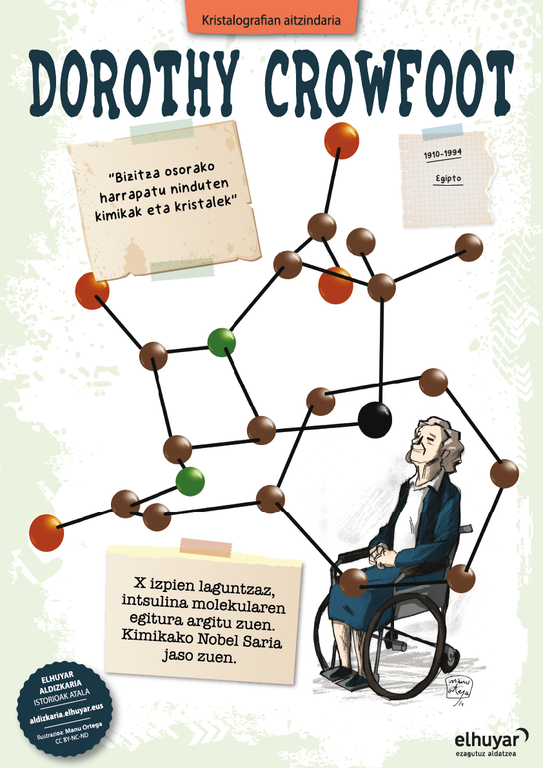
Fondo de pantalla homenaje a Dorothy Crowfoot del sitio Bizilabe.

El mentor científico de Dorothy, el profesor John Desmond Bernal, influyó mucho en su vida, tanto científica como políticamente. Fue un científico distinguido, miembro del Partido Comunista, asesor científico del gobierno del Reino Unido durante la Segunda Guerra Mundial y un defensor del régimen soviético hasta la invasión de Hungría en 1956. Dorothy siempre se refirió a él como "Sabio"; eran amantes antes de conocer y casarse con Thomas Hodgkin. Las vidas casadas de Dorothy y Bernal era poco convencionales, según los estándares de aquellos días.
A la edad de 24 años, Dorothy comenzó a sentir dolor en sus manos. Una visita al médico la llevó a un diagnóstico de artritis reumatoide que habría de empeorar progresivamente y paralizarle con el paso del tiempo mediante deformidades en manos y pies. En sus últimos años, Dorothy pasó una gran cantidad de tiempo en una silla de ruedas pero su vida científica permaneció activa a pesar de su discapacidad.
En 1937, Dorothy se casó con Thomas Lionel Hodgkin. No tenía mucho que había regresado de Palestina después de haber renunciado a la Oficina Colonial, donde estaba trabajando en la educación para adultos. Él fue un miembro intermitente del Partido Comunista y más tarde escribió varias obras importantes sobre la política y la historia de África, convirtiéndose en un conocido profesor del Balliol College en Oxford. La pareja tuvo tres hijos: Luke (nacido en 1938), Elizabeth (nacida en 1941) y Toby (nacido en 1946).

### "Hoy perdí mi apellido de soltera"
Dorothy publicó bajo el nombre de "Dorothy Crowfoot" hasta 1949, cuando fue convencida por la secretaria de Hans Clarke de usar su nombre de casada en un capítulo de The Chemistry of Penicillin en el que ella contribuyó. Para ese entonces llevaba casada 12 años, había dado a luz a tres hijos y había sido elegida como miembro de la Royal Society. Su hijo mayor, Luke, recuerda que su madre regresó a casa ese día y anunció con un tono trágico fingido: "Hoy perdí mi apellido de soltera".
A partir de entonces ella publicaría como "Dorothy Crowfoot Hodgkin", y este fue el nombre que utilizó la Fundación Nobel en su premio y una biografía en la que aparecía entre otros ganadores del Premio Nobel. También es el nombre que utiliza la Chemical Heritage Foundation. Por razones de simplicidad, Dorothy es conocida como "Dorothy Hodgkin" por la Royal Society cuando se refiere a su patrocinio de la beca Dorothy Hodgkin, así como por el Somerville College, cuando inauguró las conferencias anuales en su honor.
Los Archivos Nacionales del Reino Unido se refieren a ella como "Dorothy Mary Crowfoot Hodgkin"; en diversas placas que conmemoran los lugares donde trabajó o vivió, por ejemplo en la Woodstock Road no. 94, en Oxford, se le llama. "Dorothy Crowfoot Hodgkin".

### Contacto con científicos extranjeros
Entre las décadas de 1950 y 1970, Dorothy estableció y mantuvo contactos duraderos con científicos de su campo en el extranjero; en el Instituto de Cristalografía de Moscú; en India y con un grupo chino trabajando en Beijing y Shanghái en la estructura de la insulina.
Su primera visita a China fue en 1959. Durante el siguiente cuarto de siglo viajó allí siete veces más. La última visita fue un año antes de su muerte. Particularmente memorable fue la visita que realizó en 1971 después de que el grupo chino resolviera de forma independiente la estructura de la insulina, después que el equipo de Dorothy pero a una mayor resolución. Durante los tres años siguientes (1972-1975), mientras que era presidenta de la Unión Internacional de Cristalografía, no pudo persuadir a las autoridades chinas de permitir que los científicos del país se hicieran miembros de la Unión y asistieran a sus reuniones.
Sus relaciones con una supuesta científica en otra "Democracia Popular" tuvieron resultados menos felices. A la edad de 73 años, Dorothy escribió un prólogo a la edición inglesa de "Stereopecific Polymerization of Isoprene", una obra publicada por Robert Maxwell conteniendo el trabajo de Elena Ceausescu, esposa del dictador comunista de Rumanía. Dorothy escribió sobre los "logros sobresalientes" y la carrera "impresionante" del autor. Tras el derrocamiento de los Ceausescu durante la Revolución rumana de 1989 se reveló que Elena Ceausescu no había terminado la escuela secundaria ni había asistido a la universidad. Sus credenciales científicas fueron un engaño, y la publicación en cuestión fue escrita para ella por un equipo de científicos con el fin de obtener un doctorado fraudulento.

### Opiniones y actividades políticas
Debido a las actividades políticas de Dorothy y la asociación de su marido Thomas con el Partido Comunista, se le prohibió ingresar a los Estados Unidos en 1953 y, posteriormente, no se le permitió visitar el país al menos que presentara una renuncia ante la CIA.
En 1961, Thomas se convirtió en asesor de Kwame Nkrumah, presidente de Ghana. Él visitó al país durante largos períodos antes del derrocamiento de Nkrumah en 1966. Dorothy estaba allí con él cuando le llegó la noticia de su premio Nobel.
A pesar de nunca haber estado afiliada al partido comunista, Hodgkin mostró simpatía por ideas cercanas a esta corriente y, durante su juventud, fundó una asociación de carácer progesista en el seno de la Universidad de Oxford.  Dorothy heredó de su madre Molly una preocupación por las desigualdades sociales y la determinación de hacer todo lo posible para prevenir el conflicto armado y, en particular, la amenaza de una guerra nuclear. En 1976 se convirtió en presidenta de la Conferencia Pugwash y ejerció el cargo más tiempo que cualquier persona que la precedió o le sucedió en este puesto. Hodgkin renunció en 1988, un año después de que el Tratado de Fuerzas Nucleares de Rango Intermedio impusiera "una prohibición global de los sistemas de armas nucleares de corto y largo alcance, así como un régimen de verificación intrusiva". En 1987 le fue otorgado el Premio de la Paz de Lenin del gobierno soviético, en reconocimiento a su trabajo por la paz y el desarme.

### Últimos años
Dorothy decidió no asistir al Congreso de la Unión Internacional de Cristalografía de 1987 en Australia por motivos de distancia. En 1993, a pesar de su creciente debilitamiento, sorprendió a sus amigos cercanos y familiares por su determinación de ir a Beijing para el siguiente Congreso, donde fue bien recibida por todos. El siguiente mes de julio, Dorothy murió por un derrame cerebral en la casa de su esposo en la aldea de Ilmington, cerca de Shipston-on-Stour, Warwickshire.

## Honores, premios y legado

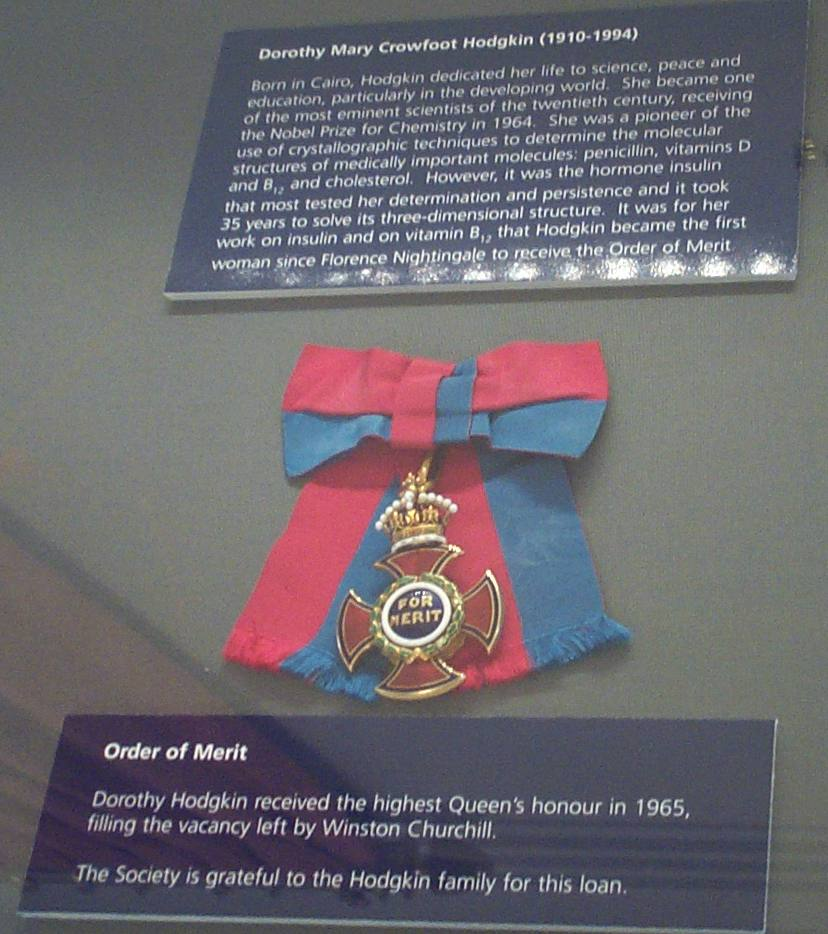
Order of Merit insignia of Dorothy Hodgkin, displayed in the Royal Society, London

Dorothy ganó el Premio Nobel de Química en 1964 y, a partir de 2016, sigue siendo la única mujer científica británica galardonada con un Premio Nobel en cualquiera de las tres ciencias que reconoce. En 1965 fue la segunda mujer en 60 años, después de Florence Nightingale, en ser nombrada para la Orden del Mérito por un rey o una reina. Ella fue la primera y, a partir de 2016, sigue siendo la única mujer en recibir la prestigiosa Medalla Copley.
Fue elegida como miembro de la Royal Society en 1947 y miembro de la Organización Europea de Biología Molecular en 1970. Dorothy fue canciller de la Universidad de Bristol de 1970 a 1988. En 1958, fue elegida como un miembro honorario extranjero de la Academia Americana de las Artes y las Ciencias. En 1966, fue galardonada como Miembro Honorario Nacional Iota Sigma Pi por sus importantes contribuciones.
Ella se convirtió en un miembro extranjero de la Academia de Ciencias de la Unión Soviética en la década de 1970. En 1982 Dorothy recibió la Medalla Lomonósov por parte de la Academia Soviética de Ciencias y en 1987 aceptó el Premio Lenin de la Paz por parte del gobierno de Mijaíl Gorbachov. El gobierno comunista de Bulgaria le otorgó su Premio Dimitrov.
Un asteroide (5422) descubierto el 23 de diciembre de 1982 por L.G. Karachkina (en el Observatorio Astrofísico de Crimea, M.P.C. 22509, en la Unión Soviética) fue nombrado "Hodgkin" en su honor. En 1983, Dorothy recibió la Condecoración Austríaca para la Ciencia y el Arte.

### Reconocimientos póstumos
Los sellos postales británicos han conmemorado dos veces a Dorothy.
- Ella fue una de las cinco "Mujeres del Logro" seleccionadas para un set emitido en agosto de 1996. Las otras fueron Marea Hartman (administradora de deportes), Margot Fonteyn (bailarina y coreógrafa), Elisabeth Frink (escultora) y Daphne du Maurier (escritora). Todas excepto Dorothy fueron Damas Comendadoras de la Orden del Imperio Británico (DBE).
- En 2010, durante el 350 aniversario de la fundación de la Royal Society, Dorothy fue la única mujer en un conjunto de sellos que celebraban a diez de los miembros más ilustres de la Sociedad, tomando su lugar junto a Isaac Newton, Edward Jenner, Joseph Lister, Benjamin Franklin, Charles Babbage, Robert Boyle, Ernest Rutherford, Nicholas Shackleton y Alfred Russel Wallace.[53]

### Becas Dorothy Hodgkin
La Royal Society otorga la Beca Dorothy Hodgkin (nombrada en su honor) "para científicos sobresalientes en etapas tempranas de su carrera en investigación que requieren un patrón de trabajo flexible debido a circunstancias espececiales, como responsabilidades paternales o de cuidado o por razones de salud".
Las oficinas del Consejo en el distrito londinense de Hackney y los edificios de la Universidad de York, la Universidad de Brístol y la Universidad de Keele llevan su nombre, al igual que el área de ciencias en la preparatoria Sir John Leman, su antigua escuela.
En 2012, Dorothy apareció en la serie de la BBC Radio 4 titulada "The New Elizabethans" para celebrar el jubileo de diamantes de la reina Isabel II. Un panel de siete académicos, periodistas e historiadores la nombró entre el grupo de personas en el Reino Unido "cuyas acciones durante el reinado de Isabel II han tenido un impacto significativo en la vida de estas islas y le han dado su carácter a la era".
En 2015, el trabajo que Dorothy realizó en 1949 titulado "La investigación cristalográfica con rayos X de la estructura de la penicilina" fue honrada con el premio Cita por Progreso en Química por la División de Historia de la Química de la American Chemical Society, el cual fue presentado ante la Universidad de Oxford (Inglaterra). Esta investigación es notable por su uso innovador de cristalografía de rayos X para determinar la estructura de productos naturales complejos, en este caso, de la penicilina. Cabe señalar que Dorothy usó su apellido de soltera "D. Crowfoot" en este documento, publicado 12 años después de su matrimonio con Thomas Hodgkin.

### Conferencia Memorial de Dorothy Hodgkin
Desde 1999, el Festival Internacional de Oxford International Women's Festival ha presentado una conferencia anual, regularmente en marzo, en honor al trabajo de Dorothy. La conferencia es una colaboración entre Oxford AWiSE (Asociación para las mujeres en la ciencia y la ingeniería), la Universidad de Somerville y el Museo de Historia Natural de la Universidad de Oxford.
- Profesora Louise Johnson, "Dorothy Hodgkin and penicillin" (Dorothy Hidgkin y la penicilina), 4 de marzo de 1999.
- Profesora Judith Howard, "The Interface of Chemistry and Biology Increasingly in Focus" (El creciente enfoque en la interfase de la química y la biología), *13 de marzo del 2000.
- Profesora Jenny Glusker, "Vitamin B12 and Dorothy: Their impact on structural science"(La vitamina B12 y Dorothy: Su impacto en la ciencia estructural), 15 de mayo del 2001.
- Profesora Pauline Harrison CBE, "From Crystallography to Metals, Metabolism and Medicine" (De cristalografía a metales, metabolismo y medicina), 5 de marzo de 2002.
- Dra. Claire Naylor, "Pathogenic Proteins: how bacterial agents cause disease" (Proteínas patogénicas: Cómo lo agentes bacterianos causan enfermedades), 4 de marzo de 2003.
- Dra. Margaret Adams, "A Piece in the Jigsaw: G6PD – The protein behind an hereditary disease" (Una pieza en el rompecabezas: G6PD - La proteína detrás de una enfermedad hereditaria) , 9 de marzo de 2004.
- Dra. Margaret Rayman, "Selenium in cancer prevention" (El selenio en la prevención del cáncer), 10 de marzo de 2005.
- Dra. Elena Conti, "Making sense of nonsense: structural studies of RNA degradation and disease" (Entendiendo disparates: estudios estructurales de la degradación y enfermedades del ARN) , 9 de marzo de 2006.
- Profesora Jenny Martin, "The name's Bond – Disulphide Bond" (El nombre es Bond [Enlace], Enlace disulfuro), 6 de marzo del 2007.
- Profesora E. Yvonne Jones, "Postcards from the surface: The Structural Biology of Cell-Cell Communication" (Postales desde la superficie: La biología estructural de la comunicación célula a célula), 4 de marzo del 2008.
- Profesora Pamela J. Bjorkman, "Your mother's antibodies: How you get them and how we might improve them to combat HIV" (Los anticuerpos de tu madre: Cómo los obtienes y cómo podemos mejorarlos para combatir el VIH), 11 de marzo de 2009.
- Profesora Elspeth Garman, "Crystallography 100 years A.D (After Dorothy)" (Cristalografía: 100 años D.D [Después de Dotothy]), 9 de marzo de 2010.
- Profesora Eleanor Dodson, "Mathematics in the service of Crystallography" (Las matemáticas al servicio de la cristalografía), 10 de marzo de 2011.
- Profesor Sir Venkatraman Ramakrishnan, "How antibiotics illuminate ribosome function and vice versa" (Cómo los antibióticos iluminan las funciones ribosomales y viceversa), marzo de 2012.
- Profesora Susan Lea, "Bacterial secretion systems – using structure to build towards new therapeutic opportunities" (Sistemas de secreción bacteriana - usando estructuras para construir nuevas oportunidades terapéuticas), 5 de marzo de 2013.
- Profesora Carol V. Robinson, "Finding the Right Balance" (Encontrando el balance correcto), 11 de marzo de 2014
- Profesora Petra Fromme, "A New Era in Structural Biology" (Una nueva era de la biología estructural), 12 de marzo de 2015
- Profesora Dama Kay Davies CBE FRS FMedSci, "Therapy for Duchenne muscular dystrophy in the genomic era" (Terapia para la distrofía muscular de Duchenne en el área genómica), 4 de marzo de 2016[cita requerida]
- Profesora Dama Janet Thornton "From molecules to medicine" (De moléculas a medicina), 10 de marzo de 2017